# Haemaphysalis howletti
Haemaphysalis howletti är en fästingart som beskrevs av Warburton 1913. Haemaphysalis howletti ingår i släktet Haemaphysalis och familjen hårda fästingar. Inga underarter finns listade i Catalogue of Life.